# The First Olympics: Athens 1896
The First Olympics: Athens 1896 es una dramatización de los primeros Juegos Olímpicos de la era moderna y de las vicisitudes del equipo estadounidense para conformarse, prepararse y llegar hasta Atenas a competir.

## Ficha
- Título original: The First Olympics - Athens 1896
- Duración: 4 horas, 40 minutos
- Género: Película para televisión, Drama, Historia de la vida real, Deportes
- Reparto (en orden de aparición):

Peter Diamond, Gay Baynes, Hunt Block	(Robert Garrett), Nicos Ziagos (Louis Spiridon), Themis Manessis, Nikos Vandoros, Betty Valassi, Benedict Taylor (Edwin Flack), Dave King, Louis Jourdan (Barón Pierre de Coubertin), Bill Travers (Harold Flack), Angela Lansbury, Virginia McKenna, Elvira Poulianou, Maria Alkeou.
- Director: Alvin Rakoff

- Datos: Q7734169